# أجلونيما لامعة
أجلونيما لامعة (الاسم العلمي: Aglaonema nitidum) هي نوع من النباتات يتبع جنس الأجلونيما من الفصيلة اللوفية.